# Rivers Rum
Die River Antoine Rum Destillery wird von der R.D.F. Enterprises Ltd. betrieben und liegt im Nordosten der Insel Grenada in der Nähe des Lake Antoine. Sie gilt als älteste Rum-Produktionsstätte der Karibik. Laut eigenen Angaben wird hier seit 1785 Rum produziert.

## Produktionsstätte
Die Rumproduktion findet auch heute noch unter Verwendung traditioneller Methoden statt. So werden die Pressen zum Extrahieren des Zuckerrohrsaftes mit Hilfe einer Wassermühle betrieben. Die ausgepressten Reste des Zuckerrohrs werden zum Befeuern der Brennblasen verwendet. Nach dem Pressen wird der Zuckerrohrsaft in Kupferbecken unter der Produktionsstätte zwischengelagert und konzentriert, bis er in Betontanks gären kann.

## Produkt
Die Produktionsmenge ist klein und der Rum wird ausschließlich für den lokalen Markt produziert. Im Angebot stehen zwei Sorten weißen Rums und ein Rumpunsch. Der für einheimische Käufer hergestellte Rum trägt den Namen Rivers Royale Grenadian Rum und wird als „slightly overproof“, mit 75 % Alkohol nach fünf Jahren Lagerung in Eichenfässern verkauft.
Das zweite Produkt stellt ein 69%iger schwächerer Brand dar, der hauptsächlich für den touristischen Markt produziert wird. Grund hierfür waren Sicherheitsbestimmungen in Flugzeugen, die es nicht erlauben Flüssigkeiten mit mehr als 70 % Alkohol mitzuführen.
Weiterhin wird ein fertiggemischter Rumpunsch angeboten, der den Rivers Rum mit Fruchtsaft, Sirup und Muskatnuss verbindet.